# Plechý
Plechý (tjeckiska) eller Plöckenstein (tyska) är ett berg på gränsen mellan Tjeckien och Österrike.  Toppen på Plechý är 1 378 meter över havet.